# Félix Bolaños García
Félix Bolaños García   (Madrid, 17 de desembre de 1975) és un polític i advocat espanyol, actual Ministre de Presidència, Justícia i relacions amb Corts del Govern d'Espanya sorgit de les eleccions generals espanyoles de 2023.

## Trajectòria
Llicenciat en Dret per la Universitat Complutense de Madrid, va exercir com a responsable d'Assessoria Jurídica Laboral i Documentació Jurídica del Banc d'Espanya fins a ser nomenat secretari general de la Presidència del Govern, el juny de 2018. Anteriorment, va ser professor de l'Institut d'Empresa i advocat a Uría Menéndez.
Militant del Partit Socialista Obrer Espanyol, entre 2008 i 2017 va ser membre de Comitè Regional del PSOE de Madrid. El 2014, va ser elegit secretari de la Comissió Federal d'Ètica i Garanties i va ser nomenat coordinador per a l'elaboració del nou Reglament Federal de Desenvolupament dels Estatuts del PSOE. Des de setembre de 2017 fins a agost de 2018, va ser secretari de la Fundació Pablo Iglesias. Va ser l'encarregat de la coordinació del procés d'exhumació i reinhumació del cadàver de Francisco Franco i una de les autoritats de l'Estat present en l'esdeveniment, que va tenir lloc el 24 d'octubre de 2019. Ha estat premiat amb la Creu Distingida de 2a classe de l'Orde de Sant Ramon de Penyafort, concedida pel Ministeri de Justícia, així com amb el Premi Il·lustre Col·legi d'Advocats de Madrid i amb el Premi d'Escola de Pràctica Jurídica de la Universitat Complutense. El 7 de febrer de 2023, en sessió del Senat espanyol, va respondre a la senadora d'ERC Adelina Escandell que la cessió de la comissaria de la Via Laietana de Barcelona per convertir-la amb un espai de memòria democràtica ja s'havia «resignificat» perquè el que va ser un «símbol de la pitjor repressió franquista avui és un lloc on homes i dones que formen part de les forces i cossos de seguretat de l'Estat treballen per la seguretat de tots nosaltres i d'acord amb la Constitució i els valors democràtics».
El 20 de novembre de 2023 fou reelegit ministre de la Presidència i Relacions amb les Corts per Pedro Sánchez. També fou anomenat ministre de Justícia substituint a Pilar Llop en el càrrec.